# 仮面の告白
『仮面の告白』（旧字体：假面の告白、かめんのこくはく）は、三島由紀夫の2作目の長編小説。三島の初の書き下ろし小説である。大きな成功をおさめた代表作で自伝的作品でもある。人と違う性的傾向に悩み、生い立ちからの自分を客観的に生体解剖していく「私」の告白の物語。自身の性的志向への自覚と、男女の愛への試みと挫折が、苦痛と悲哀に満ちた理知的かつ詩的な文体で描かれている。当時、同性愛というテーマを赤裸々に綴ったことは大きな話題を呼び、この作品により三島は一躍、24歳で著名作家となった。日本文学史上でも、その異質性においても画期的な作品だとされている。

## 発表経過
1949年（昭和24年）7月5日に書き下ろしとして河出書房より刊行された。擱筆日は同年4月27日である。出版社企画の「第五回書き下ろし長篇小説」として刊行されたもので、この時の担当編集者は坂本一亀（坂本龍一の父）であった。同年12月26日付の読売新聞の「1949年読売ベスト・スリー」に選ばれ、翌年1950年（昭和25年）6月25日に文庫版（三島作品最初の文庫本）が新潮文庫より刊行された。
翻訳版は1958年（昭和33年）のメレディス・ウェザビー訳の英語（英題：Confessions of a Mask）をはじめ、イタリア語（伊題：Confessioni di una maschera）、オランダ語（蘭題：Bekentenissen van een gemaskerde）、スペイン語（西題：Confesiones de una máscara）、フランス語（仏題：Confession d'un masque）など世界各国で行われている。

## 構成
作者本人を主人公とし、〈私〉による一人称形式による〈告白小説〉の体裁をとり、〈私〉の生まれたときから23歳までの青年期の「ヰタ・セクスアリス（ラテン語で性欲的生活を意味するvita sexualis）」が全4章の構成で描かれている。前半は自己分析による性的倒錯の研究に費やされ、後半は『アルマンス』的恋愛の告白と永い悔恨の叙述に宛てられている。なお、『アルマンス』とはスタンダールの処女小説で、性的不能者の主人公・オクターヴの絶望的な恋愛を描いた作品である。
時代は、1925年（大正14年）から、敗戦をはさんで1948年（昭和23年）までの間で、〈私〉の生い立ち、祖母を中心とした家族との関わり、粗野な学友に対する同性愛的な思慕、友人の妹との恋愛と結婚への逡巡などの出来事が、第二次世界大戦期、戦後期の時代背景の中に描かれている。
エピグラフでは、ドストエフスキの『カラマーゾフの兄弟』第3編・第3の「熱烈なる心の懺悔 ― 詩」の文章が引用されている。

## あらすじ

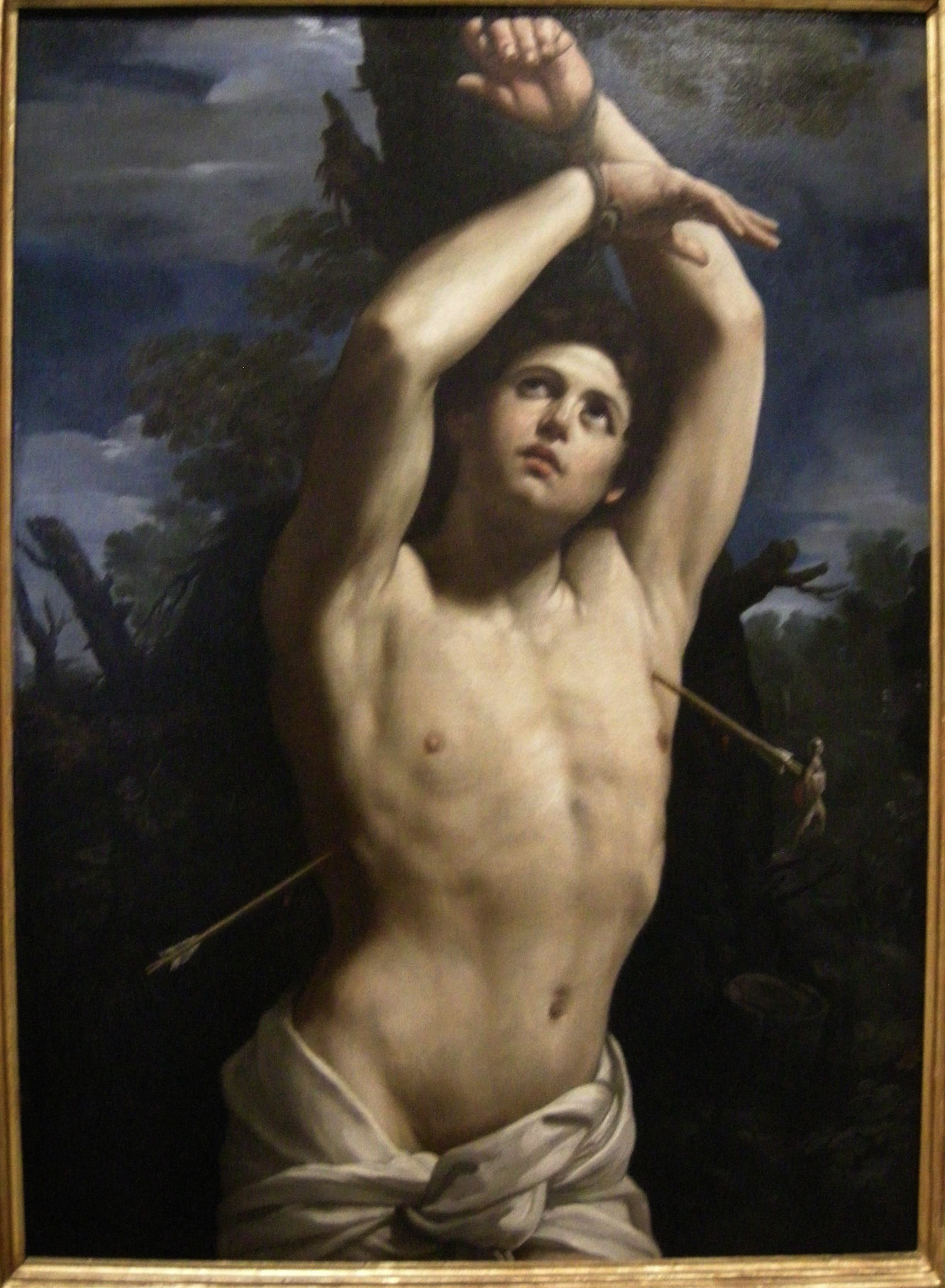
グイド・レーニ作「聖セバスチャンの殉教」

「私」は、生まれた時の光景を憶えていた。午後9時に生まれたにもかかわらず、産湯の盥のふちに射していた日の光を「私」は見ていた。生れて間もない赤ん坊の「私」を若い母から奪った祖母は、坐骨神経痛を患う病床の閉め切った老いの匂う部屋の中で「私」を溺愛して育てた。「私」は外で走り回って遊ぶことも、男の子の玩具も禁じられ、遊び相手は、女中か看護婦、祖母の選んだ女の子だけだった。
幼年時の「異形の幻影」の記憶を「私」は思い出し反芻する。その最初の記憶は、坂道を下りて来る血色のよい美しい頬の汚穢屋（糞尿汲取人）の若者である。「私」は彼に惹かれ、「私が彼になりたい」という強い欲求を覚えた。二つ目は、絵本で見たジャンヌ・ダルクだった。しかし「彼」が「女」だと知り「私」は落胆する。もう一つ、「私」を駆り立て、憧れをそそり、支配したのは、家の前を行進する兵士たちの汗の匂いだった。それら官能的な感覚をそそるものは、何か「悲劇的なもの」を帯び、「私」は殺される王子を愛し、殺される自分を想像すると恍惚とした気分になった。クレオパトラや松旭斎天勝の扮装も「私」を魅した。
「私」は13歳の時、グイド・レーニの「聖セバスチャン」の絵に強く惹きつけられ、初めての「ejaculatio」（射精）を体験する。それが「悪習」の始まりだった。やがて「私」は、野蛮で逞しい級友の近江に恋をした。体育の授業中、鉄棒で懸垂をする近江の腋窩に生い茂る豊饒な毛に「私」は瞠目するが、それと同時に、自ら恋を諦めてしまうほどの強烈な嫉妬を感じた。「私」の中には、愛する相手に「寸分たがわず」似たいという熱望があった。「私」の偏愛は、血を流し死んでゆく与太者や水夫や兵士や漁夫へ向けられたが、そういった嗜好が、女の裸体を嗜好する友人たちと違い、特異なものであることに気づき始めた「私」は苦悩する。
高校卒業間近の「私」は、友人の草野の家で、下手なピアノの音を聞いた。それは草野の妹・園子が弾くピアノだった。スカートから覗く彼女の脚の美しさに「私」は感動する。大学生となった「私」は召集令状を受け取るが、軍医の誤診で即日帰郷となった。特別幹部候補生で入隊した草野の面会に行くことになった「私」は、駅で草野の家族と待ち合わせ、プラットフォームに下りて来る園子の清楚な美しさに、今までになかった胸の高鳴りを覚える。園子は「肉の属性」としての女ではなく、「私」を襲ったのは、悲しみと「罪に先立つ悔恨」だった。その小旅行から親しくなった「私」と園子は、本を貸し借りするようになり、園子も「私」に好意を持ち始めた。「私」は、園子を肉の欲望なしに愛していることだけを感じ、彼女と一緒に生きない世界は何の価値もないという観念にも襲われた。
学徒動員で海軍工廠にいる「私」と、空襲の危険を避けて一家で疎開した園子との文通が続いた。隔てられた距離と、生死の危機感が「私」を自然に「正常」な男女の恋人を演じることを容易にした。園子の家から疎開先（軽井沢）に招かれた「私」は、園子と高原を散歩中、以前からの懸念だった接吻を試みた。しかし、やはり「私」には何の快感もなかった。すべてを悟った「私」は、自分の異常性に深く悩み傷ついた。彼女に相応しくない「私」は、園子から逃げなければと考えた。やがて、草野の家から結婚の申し出の手紙が来て、「私」は婉曲な断りの返信をした。「私」はただ生まれ変わりたいと願った。そして終戦となった。
戦後間もなく園子は他の男と結婚した。彼女が「私」を捨てたのではなく、「私」が彼女を捨てた当然の結果だと、「私」は自分自身に向かって自負し、虚勢を張った。「私」は友人に誘われ娼家に行くが、やはり「不能」が確定し、絶望に襲われた。「お前は人間ではないのだ。お前は人交わりのならない身だ。お前は人間ならぬ何か奇妙に悲しい生物だ」という苦しみに「私」は苛まれはじめる。ある日「私」は偶然、人妻となった園子にばったり出会い、それ以来再び、2人だけで逢うようになった。彼女への肉欲はないのに、「逢いたい」という欲求はどういうものか「私」は訝る。性欲のない恋などあるのだろうか？　それは明らかな「背理」（論理に反すること）ではないか、と「私」は自問する。しかし同時に「私」はこうも思うのだった。「人間の情熱があらゆる背理の上に立つ力をもつとすれば、情熱それ自身の背理の上にだって、立つ力がないとは言い切れまいと」。
プラトニックな関係のまま、人妻の園子と「私」は何度か逢い引き（密会）を重ね、クリスチャンの家に育った園子の気持ちは揺れ始めていた。2人は真昼のダンスホールの中庭に出た。「私」の視線は、ある粗野な美しい肉体の刺青の若者に釘付けとなり、彼が与太者仲間と乱闘になり、匕首に刺され血まみれになる姿を夢想した。しばし「私」は園子の存在を忘れ、彼に見入っていたとき、「あと5分だわ」という園子の哀切な声を聞いた。その刹那、「私」の内部で何かが残酷な力で2つに引裂かれ、「私」という存在が、「何か一種のおそろしい〈不在〉」に入れかわるのを「私」は感じた。園子から性体験の有無を訊ねられた「私」は嘘をつき、もう一度、若者のいる方へ視線を向けた。空っぽの椅子と、卓の上にこぼれた飲物が、ぎらぎらと凄まじい反射をあげていた。

## 作品背景・執筆動機

### 裏返しの自殺・生の回復術
三島は自作の試みについて、〈生まれてはじめての私小説で、もちろん文壇的私小説ではなく、今まで仮想の人物に対して鋭いだ心理分析の刃を自分に向けて、自分で自分の生体解剖をしようといふ試み〉だと、担当編集者であった坂本一亀に送り、また、「『仮面の告白』ノート」に次のように記している。
『仮面の告白』を〈能ふかぎり正確さを期した性的自伝である〉として、〈この告白を書くことによつて私の死が完成する・その瞬間に生が恢復しだした〉とも三島は語っており、「『仮面の告白』ノート」と同様に、この小説が逆説的な〈生の恢復術〉であることを示唆している。
「仮面」の「告白」の意味については、〈告白の本質は「告白は不可能だ」といふことだ〉と記し、〈肉にまで喰ひ入つた仮面、肉づきの仮面だけが告白することができる〉としている。
三島は従来の私小説的な〈告白小説〉の方法的な矛盾を指摘し、〈もし「書き手」としての「私」が作中に現はれれば、「書き手」を書く「書き手」が予想され、表現の純粋性は保証されず、告白小説の形式は崩壊せざるをえない〉という意識の元で、〈完全な告白のフィクションを創らうと考へた〉としている。
また、執筆直前の川端康成への手紙では、〈本当に腰を据えた仕事をしたい〉と述べ、〈ボオドレエルの「死刑囚にして死刑執行人」といふ二重の決心で自己解剖〉するという旨を伝えて、以下のように語っている。
『仮面の告白』を起筆した日は、1948年（昭和23年）11月25日である。三島は、この3年前の1945年（昭和20年）の11月か12月に、恋人の三谷邦子（三谷信の妹）が銀行員の永井邦夫（永井松三の息子）と婚約したことを知らされ、生まれて初めて泥酔していたという（関連は三島由紀夫#終戦後の苦悶と焦燥を参照）。その翌年の1946年（昭和21年）5月に邦子は結婚するが、主婦となった邦子と9月16日に偶然に道で出くわした三島は、その日のノートに、〈自伝小説〉を書く決意を記した（関連はサーカス (小説)#戦後の本稿（決定稿）を参照）。
自身の生い立ちや幼年時代を振り返っていた三島は、心理学者の望月衛を訪ねて同性愛についての話を伺い、望月から借りたドイツの医師マグヌス・ヒルシュフェルトや、イギリスの医師ハヴロック・エリスの著書などを読んだ。また、精神病理学の専門医の式場隆三郎からも著作を貰うなどしていた三島は、『仮面の告白』刊行後に 式場に自著を献呈して意見を仰ぎ、〈肉体的無能力〉（性的不能）に悩んでいたことを告白している
また、「仮面」の意味に関し、1951年（昭和26年）に大岡昇平にどういう意味かを問われた際に、〈（性に明確な確信が持てない主人公の）物事に相対的の考え方しかできないということが、芸術家になるための大きなファクターになったということ〉を書いたとして、それが〈芸術家というものの本質論〉になるのではないかと思ったと以下のように執筆動機の一端も語りながら、同性愛が象徴するある種の疎外的な精神のあり方が芸術家の精神と重なり、そこに文学として展開すべき主題があることを示唆している。
三島は、疎外された者だけが到達できる〈純粋〉さに価値を見出しながら、その被疎外者のイメージを同性愛者に投影していたため、同性愛が当然の生き方として社会的に受け容れられていくことに関してはあまり好まず、同性愛というものが社会的・世間的に公認され公明正大になることは同性愛にとっては良いことかもしれないが、文学にとっては詰まらなく面白くないことだと断言している。

### モデル
作中に登場する〈草野園子〉のモデルは、三島の友人の三谷信の妹・三谷邦子で、実際の初恋の相手である。三島は知人の蜷川親善（鎌倉文庫の元編集委員でのちに早稲田大学教授）に送った手紙の中で、〈彼女のことを書かないでゐたら、生きてゐられなかつたと思ひます。生きてはゐられないといふ大袈裟な表現が不当でないにしろ、僕は園子といふ存在に圧倒されてゐました〉と書き綴っている。ちなみに邦子は三島の死後に『仮面の告白』のモデルになっていることを訊かれ、「三島さんはとっても素直なまじめな方で、〈性的倒錯〉を装ってみただけじゃないのかしら」と語っている。
〈近江〉のモデルは、三島のクラスに落第してきた4、5歳年上の不良少年で、皆から「ブラ」という渾名で呼ばれていた。三島はその少年を英雄視し、粗野なふるまいの中に優しさや美を見出していた。また三島は1級下の〈色白の非常に目のぱつちりした少年〉にも惹かれていた。
冒頭で言及される〈出生の記憶〉も、学習院初等科から同級生であった三谷信によると、三島は入学間もない頃、クラスメートに、「産まれた時のことを覚えている」と話し、それを聞いた子と三谷が驚き合ったという（詳細は三島由紀夫#幼年期と「詩を書く少年」の時代を参照）。
主人公の〈私〉を〈悪所〉（売春宿）に誘って一緒に行く友人は矢代静一である。矢代が三島を「demi monde（淫売宿）」に連れて行った日は1947年（昭和22年）1月頃であった。しかしながら実際には、矢代も三島同様にそれまで一度も登楼したことはなく、三島をからかって「優越感を持ちたいので、偽悪者ぶって誘った」ものの、矢代も金だけ女に与えて早々に退散してしまったのだという。そのことを三島は知らずに、自分だけが童貞のままだと思っていた。

## 文壇での反響
『仮面の告白』は刊行同年の12月26日付の読売新聞の「1949年読売ベスト・スリー」に、選考員10名中、平野謙、川端康成、福田恆存、伊藤整、青野季吉、丹羽文雄ら6名の推薦を受けて選ばれた。
発表当時の他の作家や文芸評論家たちの反響も概ね良好で、瀬沼茂樹は、「自己苛虐的な自己嫌悪を漂わせながら逆に自己を誇示してみせるところに、凡庸でない才能がひらめいている」と評し、神西清は、「聖セバスチャン」の場面について触れ、「ひろく世界文学を通じても珍らしい男性文学（あるひは一そう端的に牡の文学といつてもいい）の絶品」だと高い評価をしている。
北原武夫、林房雄、中野好夫らも、批判点を挙げつつも「才気」を認め、「このくらいになると面白い」と総評している。
花田清輝は特に高く『仮面の告白』を評価して、この「仮面は、懺悔聴聞僧（confessor）を眼中におき、おのれの顔をかくすためにとりあげられているのではなく、逆におのれの顔をあきらかにするために――ほとんど他人の視線など問題にせず、いわば、仮説としてとりあげられている」とし、そこに三島の「告白の独自性」があるとしている。
そして花田は、三島の「仮面」は、森鷗外の『ヰタ・セクスアリス』の「老獪な」仮面や、田山花袋の『蒲団』の無意識的な「愚直」の仮面の「外向型」でない、「性的倒錯という内向型の仮面」であるが、太宰治の『道化の華』の「内向型」とも違い、「三島だけは、きれいに肉体が喪失されており、仮面は、かれの肉体を探がしだすための道具になっている」と考察しながら、「かれは、全然、あたらしいのだ。そうして、ここから、ようやく、文学の領域において、半世紀遅れ、日本の二十世紀がはじまるのである」と絶賛している。また、三島がその「内向型の仮面」を被り、「ひたすらかれが、おのれの肉体を模索しているのは、理知的な、あまりに理知的な自分自身に不満をいだき、きびしい自己批判を行なっているせい」だとし、そのために「透明な論理的抒情」があふれていると評している。
なお発表当時から、『仮面の告白』で異端的に描かれている性的倒錯に関する評には、「同性愛とサディズムの世界を書くつもりでいながらあくまで健康で」あるとする声もあり、荒正人は、「倒錯心理などみんながそれぞれもっているもので、異常心理でもなんでもなくむしろ生理的な現象なのでしょうが、温室で育った故か、雨風にいためつけられず、二十歳すぎまで保存されていたというだけのこと」だとし、青野季吉は、「この才能ある作家が解剖してみせるインポテンツの青年の心理には、正常な人間にも思ひ当る屈折が含まれてゐる」と述べている。
本多秋五は『物語戦後文学史』で、『仮面の告白』を「怪作」と呼び、「三島は、戦後文学の第四年目に『仮面の告白』を発表するにおよんで、はじめて否定できぬ特異な才能として文壇の評価をえたのである」と記しつつ、主人公の心理など理解し難いものがあるものの、「ウソいつわりでないもの」が感じられ、「情理ともに終始一貫して、永くその境に住し、そこから世界をも自分自身をも観察しつづけてきた人でなければ発することのできない響きが、ここにはきこえる」と評している。

## 作品評価・研究
田坂昂は、主人公が惹かれる〈悲劇的なもの〉が、糞尿がその象徴である〈大地〉からの〈根の母の悪意ある愛〉が呼びかけたものであることに着目し、そこから想起されるニーチェが『悲劇の誕生』で説いた「悲劇論」（ギリシア悲劇の根源にすえた〈ディオニュソス的なもの〉の世界）との類縁を指摘しながら、それが「濃厚な写し絵」のように特に現れているのが、第1章の終りの夏祭の神輿の場面だとし、作中の、〈かれらの目は地上のものを見てゐるとも思はれなかつた〉という部分の、かれら（神輿かつぎの若衆たち）の状態を、日常の現実界から断ち切られている「ディオニュソス的状態の狂喜」であるとし、「自然からの家出息子である人間」が本来帰るべき「存在の母たち」への道に帰ってゆくときに成就されるのが、このような「個体の破壊と根源存在との合一」だと解説している。
また田坂昂は、三島がエピグラフで採用したドストエフスキーの句の主題（「理性の目と感情の目の全き対立。悪行（ソドム）の中の美」）も、「〈根の母の悪意ある愛〉の叫び声のなかに顕現する美」、「〈大地〉からの呼び声に誘なわれて顕現する美」、「汚穢と神聖とが一心同体であるところの美」ではないかとし、〈美〉とは「〈悲劇的なもの〉のなかに住まうもの」以上の、「〈悲劇的なもの〉そのもの」であり、〈大地〉〈自然〉からの「〈悲劇的なもの〉へ誘い」は、同時に「〈美〉へ誘い」であるゆえ、〈美〉の問題は、「根源的な存在の形而上学となる」と考察しながら、それを意味するニーチェの言葉、〈世界の存在は美的現象としてのみ是認される〉の根源にあるものは、〈ディオニュソス的なもの〉であり、そのことは、「三島氏の美学の根源がニーチェ的悲劇論となにか共通するものにゆきつくことを意味している」と解説し、以下のように論じている。
そして田坂は、性的倒錯の告白として書かれた『仮面の告白』を一個の象徴・比喩的表現として読むと、「性的な意味を越えて存在論的意味」が浮かび上がり、「作品をつらぬく背骨は一個の存在の形而上学といえる」とまとめている。
伊藤勝彦は、神西清が『仮面の告白』の構成について、「前半はerectioとejaculatioに満ちていて、男性的なみずみずしさに満ちているのに反し、後半、〈私〉が女の世界へ出ていってからは、作品としての無力と衰弱を示している」と評していることに対し、この半ば定説化している神西論のこの部分は「間違った解釈だ」と異議を唱え、「前半の昂揚があり、後半の沈静があるからこそ、この作品全体のバランスというか調和が成りたっている」とし、「ぼくには後半が実に興味深く思えるのだ。だからこそ、『仮面の告白』こそが三島の最高の傑作だと思うのである」と評している。
杉本和弘は、これまであまり言及されてこなかった作品後半（第3章、第4章）に着目し、第3章が他の章よりも、日付や曜日まで記され、イニシャルの地名が具体的で類推可能な点に触れ、「他の章の朧化された時間の流れと場所」に比べ、「時間的にも場所的にも、くっきりとした輪郭」を持ち浮かんでくる第3章は、「園子との物語が大部分を占めているにしても、園子との物語も含む戦時下の幸福だった〈私〉の物語」と解釈でき、それは、「夢想がそのまま現実であるような一種の高揚した気分の中で、戦時下という時代とともに生きていた、いわば、〈私の人生〉を生きていた〈私〉の物語」だと言えるため、それが第3章の長い理由の一つではないかと考察している。
そして杉本は、「第四章における、園子との交際の復活とその結果についての叙述は、第三章での園子との交際の物語は何であったのかと問い直しを迫るようなところがある」とし、第4章で、女性との性的関係の不能が確定したことの「悲痛」と、その「慰藉の欲求」を語る中、「園子に似た女性を見たことと、その後の園子との再会と交際の復活が叙述」され、第3章においては、「園子の体の女性らしい部分に向けられた欲望的とも言える視線を示す叙述」あることを指摘しながら、以下のように考察している。

## 映画化
- 『Mishima: A Life In Four Chapters』 1985年（昭和60年） 日本未公開
  - 製作会社；フィルムリンク・インターナショナル、アメリカン・ゾエトロープ、ルーカスフィルム。
  - 監督：ポール・シュレイダー。音楽：フィリップ・グラス。美術：石岡瑛子
  - 出演：緒形拳（三島由紀夫）、利重剛（三島の青年時代・18 - 19歳）、Yuki Nagahara（三島の幼年時代・5歳）、Masato Aizawa（三島の少年時代・9 - 14歳）、大谷直子（三島の母・倭文重）、加藤治子（三島の祖母・なつ）
  - ※ 第1部「美（beauty）」内の「フラッシュバック（回想）」部分で、一部分の挿話のみをモノクロで映像化。

## おもな刊行本

### 単行本
- 『假面の告白』（河出書房、1949年7月5日） NCID BA33067270
  - カバー装幀：猪熊弦一郎。紙装。クリーム色帯。279頁
  - 月報：三島由紀夫「『仮面の告白』ノート」
- 文庫版『仮面の告白』（新潮文庫、1950年6月25日。改版1967年7月、1987年7月、2003年6月、2020年11月）
  - 解説：福田恆存。改版より「『仮面の告白』について」
  - 1987年に改版、田中美代子の注解、佐伯彰一「三島由紀夫 人と文学」、年譜追加。新版2020年より、中村文則解説を追加。
※ 1950年11月25日の5刷でカバー改装。改版2003年6月より、ギリシャ彫刻少年像に改装。
- 『仮面の告白 その他』（改造社、1951年3月31日）
  - 装幀：佐野繁次郎
  - 収録作品：［第一部］「仮面の告白」、［第二部］「日曜日」「遠乗会」「春子」「火山の休暇」「怪物」「大臣」「訃音」「恋重荷」「宝石売買」「殉教」「煙草」「獅子」「サーカス」「頭文字」「星」「果実」「山羊の首」「親切な機械」「夜の仕度」「岬にての物語」「中世」「中世に於ける一殺人常習者の遺せる哲学的日記の抜粋」「彩絵硝子」「みのもの月」「花ざかりの森」
- 『愛の渇き・仮面の告白　現代日本名作選』（筑摩書房、1952年9月25日）
  - 装幀：恩地孝四郎。解説：吉田健一。口絵写真1頁1葉（著者肖像）あり。
  - 収録作品：「愛の渇き」「仮面の告白」
- 『三島由紀夫選集 4 假面の告白』（新潮社、1958年）
  - 付録：神西清「仮面の告白」評、「群像」創作合評：林房雄・中野好夫・北原武夫、花田清輝「聖セバスチャンの顔」
- 豪華限定版『仮面の告白』（講談社、1971年11月25日） - 記番入りの限定1,000部。
  - 装幀：横山明、依岡昭三。鉄製ガラス表紙装。天鵞絨装合わせ函。段ボール外函。
- 初版本完全復刻版『假面の告白』（河出書房新社、1996年6月25日）
  - カバー装幀：猪熊弦一郎。紙装。機械函外函。
※ 奥付・カバー・表紙・ドビラ・月報（三島）・帯のすべてを復刻（ただし、用紙についてはできるだけ近い用紙を使用）。本文は初版の印刷ミスが修正されている。
  - 付録：「書き下ろし長篇小説月報5」、「復刻版『仮面の告白』付録」（無綴二つ折り8頁、写真2葉）、三島由紀夫「作者の言葉」、坂本一亀「『仮面の告白』のころ」、同時代評・神西清「仮面の告白――三島由紀夫氏の近作」
  - 初版本復刻版『假面の告白』（河出書房新社、2025年1月28日）。生誕100年記念出版で再刊
- 英文版『Confessions of a Mask』（訳：メレディス・ウェザビー）（New Directions、1958年6月。HarperCollins Publishers Ltd、1972年2月。他多数）

### 全集
- 『三島由紀夫全集3巻（小説III）』（新潮社、1973年1月25日）
  - 装幀：杉山寧。四六判。背革紙継ぎ装。貼函。
  - 月報：西尾幹二「一度だけの思い出」。《評伝・三島由紀夫 7》佐伯彰一「二つの遺作（その6）」。《同時代評から 7》虫明亜呂無「『仮面の告白』をめぐって」。帯裏にドナルド・キーン「『三島由紀夫全集』を推す」
  - 収録作品：「幸福といふ病気の療法」「大臣」「恋重荷」「毒薬の社会的効用について」「魔群の通過」「訃音」「仮面の告白」「舞台稽古」「星」「薔薇」「親切な機械」「孝経」「火山の休暇」「怪物」「花山院」「果実」「鴛鴦」「日曜日」「遠乗会」「牝犬」
  - ※ 同一内容で豪華限定版（装幀：杉山寧。総革装。天金。緑革貼函。段ボール夫婦外函。A5変型版。本文2色刷）が1,000部あり。
- 『決定版 三島由紀夫全集1巻 長編1』（新潮社、2000年11月1日）
  - 装幀：新潮社装幀室。装画：柄澤齊。四六判。貼函。布クロス装。丸背。箔押し2色。
  - 月報： ドナルド・キーン「三島文学の英訳」。佐伯彰一「三島さんとのつき合い」。［小説の創り方1］田中美代子「秘鑰をつかむ」
  - 収録作品：「盗賊」「仮面の告白」「純白の夜」「『盗賊』異稿」「『盗賊』創作ノート」「『純白の夜』創作ノート」

## 派生作品
- YMOの「BEHIND THE MASK」
  - 『仮面の告白』のタイトルをヒントに坂本龍一が作曲した楽曲。ちなみに、この曲は、マイケル・ジャクソンにカバーされている。
- ストラングラーズの「死と夜と血（三島由紀夫に捧ぐ）」(Death & Night & Blood (Yukio)) - アルバム『ブラック・アンド・ホワイト』(Black and White)に収録。
  - 楽曲タイトルは、『仮面の告白』の中の、〈ともすると私の心が、死と夜と血潮へむかつてゆくのを、遮げることはできなかつた〉の語句から取られている。ベースのジャン＝ジャック・バーネルは三島ファンであり、詩も、三島の生き方、作品に着想を得たものとなっている。